# Arnold Zweig
Arnold Zweig (Głogów, 10 de novembro de 1887 — Berlim Leste, 26 de novembro de 1968) foi um romancista alemão. De estilo inicialmente simbolista, aderiu ao expressionismo e, após a primeira guerra mundial, ao movimento neo-objetivista. Sua obra foi: A disputa em torno do sargento Grischa (1927).